# アーチボルド・アチソン (初代ゴスフォード子爵)
初代ゴスフォード子爵アーチボルド・アチソン（英語: Archibald Acheson, 1st Viscount Gosford PC (Ire)、1718年9月1日 – 1790年9月5日）は、アイルランド王国の政治家、貴族。

## 生涯
第4代準男爵サー・アーチボルド・アチソンとアン・サヴェージ（Anne Savage）の息子として1718年9月1日に生まれ、29日に洗礼を受けた。
1740年、メアリー・リチャードソン（Mary Richardson、1792年5月没、ジョン・リチャードソンの娘）と結婚した。
- アーサー（1742年頃 – 1807年） - 第2代ゴスフォード子爵、初代ゴスフォード伯爵、政治家

1741年から1760年までダブリン大学選挙区の代表として、1761年から1776年までアーマー県選挙区の代表として、1776年にエニスキレン選挙区の代表としてアイルランド庶民院議員を務め、1770年にアイルランド枢密院の枢密顧問官に任命された。
1749年2月14日、父からアイルランドの領地とスコットランドの準男爵位を継承した。
1776年7月20日、アイルランド貴族であるアーマー県におけるマーケット・ヒルのゴスフォード男爵に叙され、1777年10月14日にゴスフォード男爵としてアイルランド貴族院議員に就任した。その後、1785年6月20日に同じくアイルランド貴族であるアーマー県におけるマーケット・ヒルのゴスフォード子爵に叙され、1785年6月30日にゴスフォード子爵としてアイルランド貴族院議員に就任した。
1790年9月5日に死去、息子アーサーが爵位を継承した。